# آرمنیا، بلیز
آرمنیا (به لاتین: Armenia) یک منطقهٔ مسکونی در بلیز است که در ناحیه کایو واقع شده‌است. آرمنیا ۱٬۳۹۵ نفر جمعیت دارد.